# エンジェル3
『エンジェル3』（原題：Angel III: The Final Chapter）は、1988年公開のアメリカ合衆国のアクションスリラー映画。
トム・デ・シモーネが脚本と監督を担当した。映画『エンジェル』シリーズの第3弾であり、Mitzi Kaptureが元娼婦のモリー役で出演している。

## あらすじ
ロースクールを中退し、今やニューヨークでフリーの写真家として活躍するモリーは、ある美術展で偶然撮った写真の女性が、14年以上前に自分を捨てた母親であることに気付く。その後、彼女は自分に妹がいること、そして二人とも危険な犯罪集団とつながっていることを知る。
モリーはその女性が母親であるかどうかを確かめるためにロサンゼルスに行く。再会も束の間、母親から妹が危険に晒されていることを告げる電話があり、その後、母親は爆発で命を落としてしまう。
モリーは、妹を探すために再び娼婦であったころの姿であるエンジェルに戻ることを決意し、高級エスコートクラブに潜入する。

## 出演
- モリー・スチュワート/エンジェル - Mitzi Kapture
- ナディーン - モード・アダムス
- Doniger警部補 - リチャード・ラウンドトゥリー
- スパンキー - マーク・ブランクフィールド（英語版）
- Shahid - Emile Beaucard
- ニール - Kin Shriner
- Michelle - Tawny Fere
- ロジャー - S.A. Griffin
- メリン警部補 - Floyd Levine
- Nick Pellegrini - ディック・ミラー
- ヒラリー - トニー・バジル
- グロリア - アンナ・ナヴァロ（英語版）

## 評価
ヴィレッジ・ヴォイス紙のMichael Mustoは、この映画が「ティーン売春映画における『ゴッドファーザー』3部作のようなもの」を完成させたと指摘し、その質の低さにもかかわらず、この映画を気に入っていると述べた。

## 続編
1993年には、シリーズ4作目となる『Angel 4: Undercover』が公開された。